# Plaza de toros de Rasines
La plaza de toros de Rasines o de los Santos Mártires es el coso taurino de la localidad cántabra de Rasines, en España. Tiene la peculiaridad de ser una de las pocas plazas de toros cuadradas de España junto con las de Segura de la Sierra (Jaén) y Santa Cruz de Mudela en Ciudad Real (plaza de las Virtudes). Además, es la construcción existente más antigua de su tipo en Cantabria. Está emplazada junto a la ermita de los Santos Mártires San Cosme y San Damián, del siglo XVII, la cual da nombre al coso. Forma parte desde el año 2009 de la Unión de Plazas de Toros Históricas de España y es la única de las cuatro plazas de toros que han existido en el municipio que se conserva.
Es propiedad del Ayuntamiento de Rasines y está declarada Bien Inventariado. Actualmente se siguen celebrando festejos en la plaza, como novilladas sin picadores, especialmente el 15 de agosto con motivo de la Virgen de Villasomera, patrona de Rasines.
Se trata de una construcción de mampostería y sillería de 17,4 metros de largo y 16,8 de ancho, con barrera y burladeros en las esquinas. La puerta grande está al sur de la edificación. En su parte norte se sitúan los palcos y los toriles. Posee un aforo de 864 espectadores y es de 3ª categoría. Fue construida en el año 1758. En 1818 regresa la actividad taurina a la plaza, que había cesado con la Guerra de Independencia, restaurándose el coso en ese momento. En 1962, nuevamente, cesaron las corridas. La tradición se recuperó definitivamente en 1995 y en el 2006 fue reformada y ampliada por el Gobierno de Cantabria.